# 渡瀬修
渡瀬修とは科捜研の女に出てくる、人物である

## 概要
渡瀬修は20年前の殺人事件の犯人として浮上する人物である。当時の被疑者として指名手配されたものの当時の科学鑑定によって釈放される。
20年後、高城科学鑑定ラボの高城によって監禁された人物である。高城は20年前の被害者遺族であり復讐による犯行とされている